# Leichtathletik-Halleneuropameisterschaften 2021/Teilnehmer (Lettland)
| Gelbes Symbol für Goldmedaillen mit stilisierten Olympischen Ringen | Graues Symbol für Silbermedaillen mit stilisierten Olympischen Ringen | Braundes Symbol für Bronzemedaillen mit stilisierten Olympischen Ringen |
| ------------------------------------------------------------------- | --------------------------------------------------------------------- | ----------------------------------------------------------------------- |
| —                                                                   | —                                                                     | —                                                                       |

Aus Lettland starteten eine Athletin und ein Athlet bei den Leichtathletik-Halleneuropameisterschaften 2021 in Toruń.

## Ergebnisse

### Frauen

#### Laufdisziplinen
| Athletin     | Disziplin | Vorlauf     | Vorlauf | Halbfinale         | Halbfinale         | Finale             | Finale             |
| Athletin     | Disziplin | Zeit        | Platz   | Zeit               | Platz              | Zeit               | Platz              |
| ------------ | --------- | ----------- | ------- | ------------------ | ------------------ | ------------------ | ------------------ |
| Līga Velvere | 800 m     | 2:06,26 min | 24      | nicht qualifiziert | nicht qualifiziert | nicht qualifiziert | nicht qualifiziert |

### Männer

#### Laufdisziplinen
| Athlet          | Disziplin | Vorlauf    | Vorlauf | Halbfinale         | Halbfinale         | Finale             | Finale             |
| Athlet          | Disziplin | Zeit       | Platz   | Zeit               | Platz              | Zeit               | Platz              |
| --------------- | --------- | ---------- | ------- | ------------------ | ------------------ | ------------------ | ------------------ |
| Iļja Petrušenko | 400 m     | 48,46 s SB | 46      | nicht qualifiziert | nicht qualifiziert | nicht qualifiziert | nicht qualifiziert |